# 레저 (알바니아)

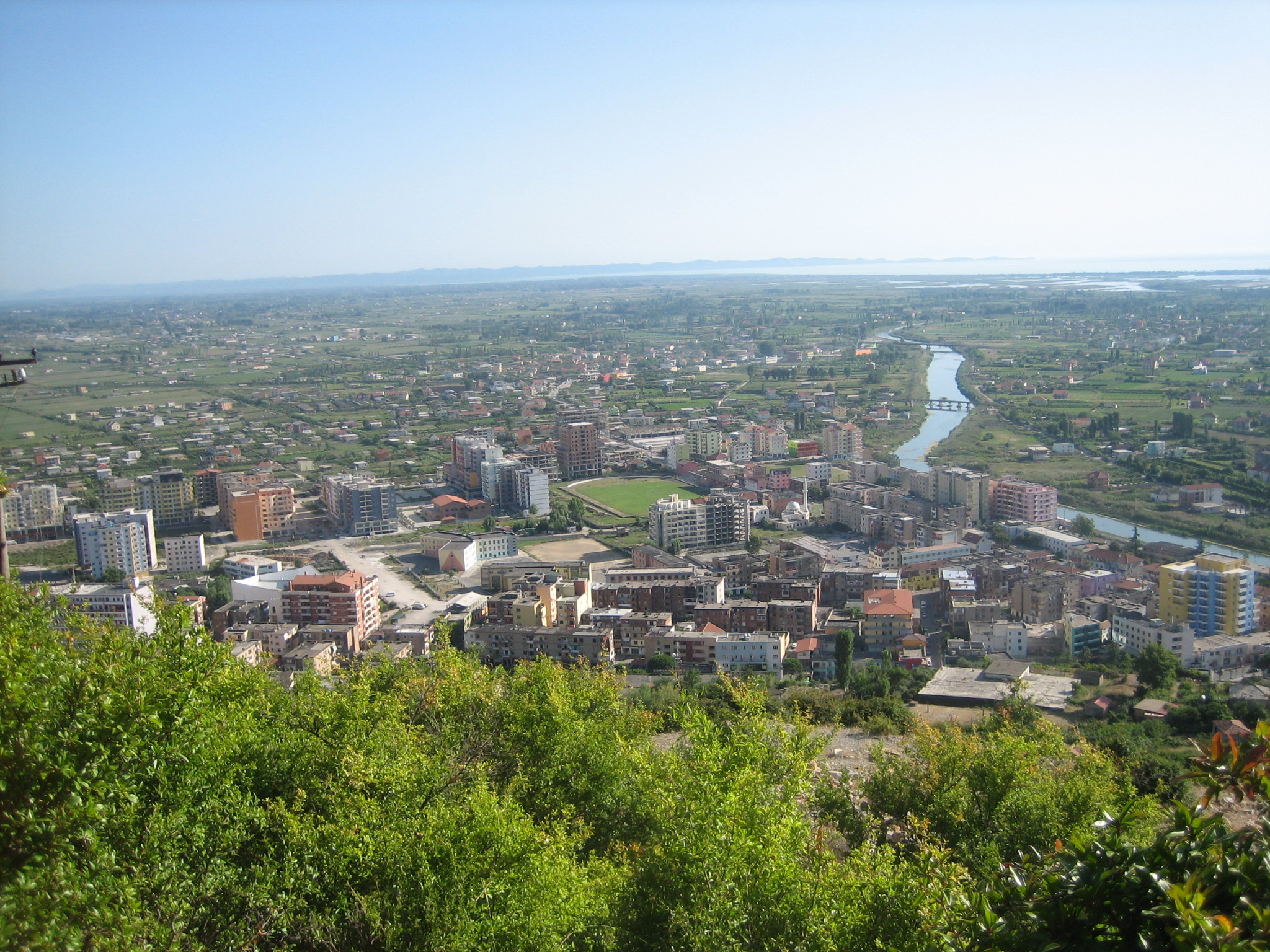
레저 성이 있는 언덕에서 본 레저

레저(알바니아어: Lezhë, 이탈리아어: Alessio 알레시오[*], 그리스어: Λισσός 리소스[*]) 또는 레자(알바니아어: Lezha)는 알바니아 북서부에 위치한 도시로, 레저주의 주도이자 레저현의 현청 소재지이며 인구는 28,000명(2009년 기준)이다.
기원전 385년 시라쿠사의 디오니시오스 1세가 고대 그리스의 식민지인 리소스(Λισσός, Lissos)를 건설했으며 로마 제국 시대에는 리수스(Lissus)라고 불렀다. 1444년 스칸데르베그가 오스만 제국에 대항하기 위해 레저 동맹을 결성했으며 그의 시신 또한 레저 성당에 매장된 뒤 성 니콜라우스에 봉헌되었다.